# François Perrot (acteur)
Pour les articles homonymes, voir François Perrot et Perrot.
François Perrot, né le 26 février 1924 à Paris 10e et mort le 20 janvier 2019 à Livry-Gargan,, est un acteur français. Avec près de 60 ans de carrière, il dispose d'une filmographie importante, aussi bien au cinéma qu'à la télévision.

## Biographie
François Perrot débute dans la troupe de Louis Jouvet puis au TNP dirigé par Jean Vilar.
Son allure distinguée l'amène au cinéma où il interprète les notables, plus ou moins respectables. Il tourne son premier film en 1954 aux côtés d'Eddie Constantine. Puis ce sont Les Liaisons dangereuses 1960 de Roger Vadim, Les Innocents aux mains sales de Claude Chabrol, Le Corps de mon ennemi d'Henri Verneuil, L'Argent des autres de Christian de Chalonge... Bertrand Tavernier trouve, derrière cette apparence bourgeoise qui prédestine François Perrot aux rôles de PDG, un interprète idéal. Il le dirige dans Coup de torchon puis dans La Vie et rien d'autre qui vaut à Perrot une nomination au César du meilleur second rôle masculin. Dans les années 1980, il met son personnage au service de plusieurs comédies. On peut se souvenir des rôles de directeur de banque dans Pour cent briques, t'as plus rien... et dans Les Morfalous (avec quelques répliques signées Michel Audiard). François Perrot est également très actif à la télévision où il joue dans plusieurs séries telles que Châteauvallon, Le Château des Oliviers et La Prophétie d'Avignon.
Au théâtre, après avoir été dirigé notamment par Jean-Louis Barrault et Robert Hossein, il obtient un grand succès avec Maria Pacôme dans Les Seins de Lola.
Il quittera définitivement le monde du spectacle, en 2013, en participant au film Quai d'Orsay, de Bertrand Tavernier.
François Perrot meurt de cause naturelle, selon le communiqué de son agent, le 20 janvier 2019 à Livry-Gargan (Seine-Saint-Denis) à l'âge de 94 ans,. Il est crématisé en Lozère au printemps, et selon son souhait ses cendres ont été dispersées sur le causse du Larzac voisin.

## Filmographie

### Cinéma
- 1954 : Les femmes s'en balancent de Bernard Borderie : Langdon Burdell
- 1956 : Vous pigez ? de Pierre Chevalier : Tony Martinelli
- 1958 : Les Amants de Montparnasse (Montparnasse 19) de Jacques Becker : L'interne
- 1959 : Les Liaisons dangereuses 1960 de Roger Vadim : Un invité au cocktail des Valmont
- 1962 : Le Bureau des mariages de Yannick Bellon
- 1965 : Évariste Galois de Alexandre Astruc : Le maître d'armes
- 1973 : Le Sourire vertical de Robert Lapoujade : Relde
- 1974 : Nada de Claude Chabrol : le chef de cabinet
- 1975 : Les Innocents aux mains sales de Claude Chabrol : Georges Thorent
- 1976 : Marie-Poupée de Joël Séria : Courtin
- 1976 : Le Corps de mon ennemi de Henri Verneuil : Raphaël Di Massa, le directeur d'une boîte de nuit
- 1976 : Le Jeu du solitaire de Jean-François Adam : Desmeserets
- 1977 : Madame Claude de Just Jaeckin : Lefevre
- 1977 : Le Vieux Pays où Rimbaud est mort de Jean Pierre Lefebvre : Le mari d'Anne
- 1977 : Alice ou la Dernière Fugue de Claude Chabrol : L'homme de 40 ans
- 1977 : À chacun son enfer d'André Cayatte : Le directeur de la T.V.
- 1978 : L'Argent des autres de Christian de Chalonge : Vincent
- 1979 : Le Maître-nageur de Jean-Louis Trintignant : Maître Dalloz
- 1979 : Je te tiens, tu me tiens par la barbichette de Jean Yanne : le commissaire
- 1979 : Clair de femme de Costa-Gavras : Alain
- 1980 : Seuls de Francis Reusser
- 1980 : Du blues dans la tête de Hervé Palud : L'hôtelier
- 1980 : Ras le cœur de Daniel Colas : L'architecte
- 1980 : Trois Hommes à abattre de Jacques Deray : Étienne Germer
- 1980 : Inspecteur la Bavure de Claude Zidi : Louis Prossant, magnat de la presse et père de Marie-Anne
- 1980 : Le Règlement intérieur de Michel Vuillermet
- 1981 : Une robe noire pour un tueur de José Giovanni : Le ministre
- 1981 : Coup de torchon de Bertrand Tavernier : colonel Tramichel
- 1981 : Hôtel des Amériques d'André Téchiné : Rudel, le chirurgien
- 1982 : Josepha de Christopher Frank : Marchand
- 1982 : Le Choc de Robin Davis : Cox, le chef d'une organisation de tueurs à gages
- 1982 : Pour cent briques, t'as plus rien... d'Édouard Molinaro : Le directeur de banque
- 1982 : Que les gros salaires lèvent le doigt ! de Denys Granier-Deferre : Calot
- 1983 : Banzaï de Claude Zidi : Le directeur de la société d'assurances "Planète Assistance"
- 1983 : Surprise Party de Roger Vadim : Armando
- 1983 : Sarah de Maurice Dugowson : Le Belge
- 1983 : La Femme de mon pote de Bertrand Blier : Le docteur
- 1983 : Attention, une femme peut en cacher une autre ! de Georges Lautner : Nicolas, le chirurgien
- 1983 : L'Ami de Vincent de Pierre Granier-Deferre : Janvion
- 1984 : Les Morfalous d'Henri Verneuil : François Laroche-Fréon, le directeur de la banque
- 1984 : Le Vol du Sphinx de Laurent Ferrier : Staubli
- 1985 : Ça n'arrive qu'à moi de Francis Perrin : Batala
- 1986 : Le Débutant de Daniel Janneau : Jean Rex
- 1986 : Si t'as besoin de rien... fais-moi signe de Philippe Clair : Germain
- 1987 : Les Exploits d'un jeune Don Juan de Gianfranco Mingozzi : Le père
- 1988 : Les Années sandwiches de Pierre Boutron : Félix adulte
- 1989 : La Vie et rien d'autre de Bertrand Tavernier : le capitaine Perrin
- 1990 : Faux et Usage de faux de Laurent Heynemann : Daniel Laumière
- 1991 : Lola Zipper de Ilan Duran Cohen : Henri Berman
- 1991 : Merci la vie de Bertrand Blier : Maurice, le réalisateur
- 1991 : Les Clés du paradis de Philippe de Broca : Boileau
- 1992 : Tous les hommes de Sara (Tutti gli uomini di Sara), de Gianpaolo Tescari : Gomez
- 1992 : La Belle Histoire de Claude Lelouch : L'oncle de Marie
- 1992 : L'Inconnu dans la maison de Georges Lautner : commissaire Binet
- 1992 : À demain de Didier Martiny : Bouddha
- 1994 : Les Faussaires de  Frédéric Blum : Bizien
- 1995 : Les Milles : Le train de la liberté de Sébastien Grall : colonel Maurice Charvet
- 1996 : Le Jaguar de Francis Veber : Matéi Kamus
- 1997 : Mauvais Genre de Laurent Bénégui : Victor Hugo
- 1997 : Une journée de merde de Miguel Courtois : Devèze
- 1999 : Une pour toutes de Claude Lelouch : Le producteur véreux
- 2000 : Le Cœur à l'ouvrage  de Laurent Dussaux : Ronald
- 2001 : Mon père, il m'a sauvé la vie de José Giovanni : Santos
- 2003 : Je reste ! de Diane Kurys : J.C.
- 2009 : Un homme et son chien de Francis Huster : Albert, l'homme hospitalisé
- 2011 : Avant l'aube de Raphaël Jacoulot : Paul Couvreur
- 2013 : Quai d'Orsay de Bertrand Tavernier : Antoine Taillard, le père du ministre

### Télévision
- 1956 : En votre âme et conscience, épisode L'affaire Prado : Linska
- 1967 : En votre âme et conscience, épisode L'affaire Francey : L'avocat général
- 1972 : Les Six Hommes en question de Frédéric Dard et Robert Hossein, réalisation Abder Isker : Capitaine Roisel
- 1972 : Les Cinq Dernières Minutes, épisode Chassé-croisé de Claude Loursais
- 1974-1981 : Messieurs les jurés
  - 1974 - L'Affaire Lusanger d'André Michel : le Docteur Schwartz1981,à la télévision :Fiancés de l’Empire-de Jacques Doniol Valcroze,role de Fouché
  - 1981 - L'Affaire Baron"de Boramy Tioulong : le Président du Tribunal
- 1974 : L'Accusée (série télévisée) de Pierre Goutas : Laurent Mansigny
- 1974 : À dossiers ouverts (épisode : L'Intrus), de Claude Boissol : Mauzet
- 1974 : Le Secret de Rembourg (d'après Les Contes d'Hoffmann) de Jeannette Hubert
- 1975 : Marie-Antoinette (série télévisée) de Guy Lefranc : le marquis de Durfort
- 1976 : Les Cinq Dernières Minutes (série télévisée), épisode Le Pied à l'étrier de Claude Loursais : Marc Étivay
- 1978 : La Vie séparée, scénario Philippe Madral, réalisation Peter Kassovitz
- 1978 : Madame le juge, écrit par Raymond Thévenin, réalisé par Philppe Condroyer, Claude Barma, Claude Chabrol, Edouard Molinaro, Nadine Trintignant (série) : le substitut
- 1979 : Les Dames de la côte de Nina Companeez : Henri Decourt
- 1979 : Le Journal (série télévisée) de Philippe Lefebvre : Roederer
- 1980 : La Traque (mini-série) de Philippe Lefebvre : le juge Bresson
- 1980 : Les Amours des années folles (La chataigneraie) de Marion Sarraut :
- 1980 - Noires sont les galaxies de Daniel Moosmann, mini-série de quatre épisodes
- 1980 : Arsène Lupin joue et perd (feuilleton télévisé) d'Alexandre Astruc : baron Altenheim
- 1981 : Chambre 17 de Philippe Ducrest : L'inconnu[5].
- 1982 : L'Esprit de famille (feuilleton télévisé) de Roland-Bernard, d'après les romans de Janine Boissard : M. de Saint-Aimond
- 1983 : La Veuve rouge d'Édouard Molinaro : le président du tribunal
- 1983 : Quelques hommes de bonne volonté (mini-série) réal. François Villiers : Gurau
- 1985 : Le Génie du faux, mini série de 4 x 1h, scénario de Philippe Madral, réalisation Stéphane Kurc
- 1985 : Châteauvallon (série télévisée), de Serge Friedman, Paul Planchon et Emmanuel Fonlladosa : Georges Quentin
- 1988 : Les Dossiers de l'inspecteur Lavardin (série télévisée), épisode L'Escargot noir de Claude Chabrol : Me Legodard
- 1989 : Les Enquêtes du commissaire Maigret (série télévisée), épisode L'Auberge aux noyés de Jean-Paul Sassy : La Pommeraye
- 1990 : Les Cinq Dernières Minutes (série télévisée) de Stéphane Kurc, épisode Une beauté fatale: Zeller
- 1993 - Le Château des Oliviers (série télévisée) : Docteur Samuel
- 1994 - Maigret : Maigret se trompe de Joyce Buñuel : professeur Gouin
- 1998 : Louise et les Marchés : Roger Garrel
- 2000 : Les Faux-fuyants de Pierre Boutron : le comte
- 2003 - Les Cordier, juge et flic (série télévisée) : le psy Marcini
- 2007 : La Prophétie d'Avignon de David Delrieux : Louis Esperanza

## Théâtre

### Comédien
- 1951 : Mère Courage de Bertolt Brecht, mise en scène Jean Vilar, théâtre de la Cité Jardins Suresnes
- 1952 : Le Joueur d'Ugo Betti, mise en scène André Barsacq, théâtre de l'Atelier
- 1953 : Le Désir sous les ormes d'Eugene O'Neill, mise en scène Claude Sainval, Comédie des Champs-Élysées
- 1954 : La Peur de Georges Soria, mise en scène Tania Balachova, théâtre Monceau
- 1954 : Les Mystères de Paris d'Albert Vidalie d'après Eugène Sue, mise en scène Georges Vitaly, théâtre La Bruyère
- 1955 : Un cas intéressant de Dino Buzzati, mise en scène Georges Vitaly, théâtre La Bruyère
- 1955 : L'Éventail de Lady Windermere d'Oscar Wilde, mise en scène Marcelle Tassencourt, théâtre Hébertot, 1956 : théâtre Daunou
- 1956 : Soledad de Colette Audry, mise en scène François Perrot, Théâtre de Poche-Montparnasse
- 1956 : Requiem pour une nonne, mise en scène  Albert Camus, Théâtre des Mathurins
- 1958 : Mourir au soleil de Jean Primo, théâtre de l'Œuvre
- 1959 : Les Trois Chapeaux claque de Miguel Mihura, mise en scène Olivier Hussenot, théâtre de l'Alliance française
- 1959 : Dix Ans ou dix minutes de Grisha Dabat, mise en scène Jean Le Poulain, théâtre Hébertot
- 1959 : Tête d'or de Paul Claudel, mise en scène Jean-Louis Barrault, Odéon-théâtre de France
- 1960 : Ana d'Eboli de Pierre Ordioni, mise en scène Pierre Valde, théâtre Charles de Rochefort
- 1963 : Six Hommes en question de Frédéric Dard & Robert Hossein, mise en scène Robert Hossein, théâtre Antoine
- 1963 : Un mois à la campagne d'Ivan Tourgueniev, mise en scène Pierre Valde, théâtre du Capitole de Toulouse
- 1968 : La Douce de Dostoïevski, mise en scène de Gabriel Bondé, Comédie de Paris
- 1972 : Nous irons à Valparaiso de Marcel Achard, mise en scène Jacques-Henri Duval, théâtre des Célestins, tournée Herbert-Karsenty
- 1973 : Sainte Jeanne de George Bernard Shaw, mise en scène Pierre Franck, théâtre des Célestins
- 1973 : Qu'est-ce-qui frappe ici si tôt ? de Philippe Madral, mise en scène Philippe Adrien, Festival d'Avignon
- 1975 : Marie d'Isaac Babel, mise en scène Bernard Sobel, théâtre de Gennevilliers
- 1977 : Adieu Supermac de Christopher Frank, mise en scène de l'auteur, théâtre de Plaisance
- 1987 : Les Seins de Lola de Maria Pacôme, mise en scène Jean-Luc Moreau, théâtre Saint-Georges
- 1989 : Le Dépôt des locomotives de Michel Diaz, mise en scène Georges Vitaly, théâtre Mouffetard
- 1992 : Confidences pour clarinette de Michael Christofer, mise en scène Jean-Luc Moreau, théâtre de la Gaîté-Montparnasse
- 1993 : Le Parfum de Jeanette de Françoise Dorner, mise en scène Annick Blancheteau, Studio des Champs-Elysées
- 1994 : Finalement quoi de Philippe Madral, mise en scène François Perrot, théâtre 13 (Paris)
- 2003 : Une jeunesse de passage de Stéphane Braka, mise en scène Éric le Hung, avec Géraldine Danon, Jean Martinez au Cinéâtre 13

### Metteur en scène
- 1956 : Soledad de Colette Audry, Poche Montparnasse
- 1963 : Le Journal d'un fou de Nicolas Gogol, mise en scène François Perrot et Roger Coggio, théâtre des Mathurins, théâtre Hébertot, théâtre Édouard VII en 1964, théâtre de la Gaîté-Montparnasse en 1965
- 1965 : Le Misanthrope de Molière, mise en scène François Perrot
- 1994 : Finalement quoi de Philippe Madral (théâtre 13 - Paris)

## Distinction
- César 1990 : nomination pour le César du meilleur second rôle masculin pour La Vie et rien d'autre